# Echinotheridion gibberosum
Echinotheridion gibberosum är en spindelart som först beskrevs av Kulczynski 1899.  Echinotheridion gibberosum ingår i släktet Echinotheridion och familjen klotspindlar. Inga underarter finns listade i Catalogue of Life.